# Islam in Afghanistan

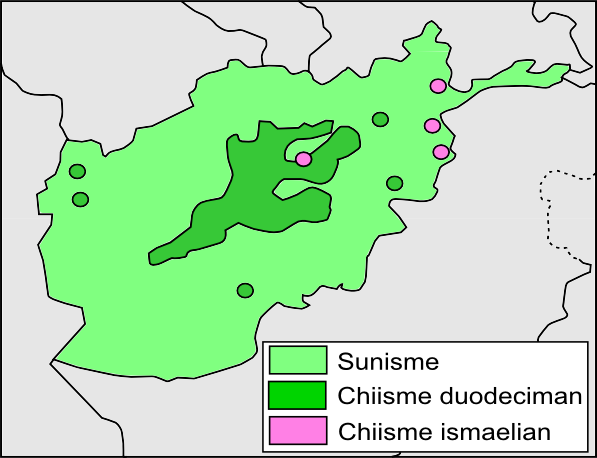
Religieuze map van Afghanistan.

De islam in Afghanistan is de grootse religie van het land. Het is er de staatsreligie en de islamitische wetgeving wordt er (gedeeltelijk) toegepast. Ongeveer 99,7% van de Afghaanse bevolking is moslim. Ongeveer 80-89% beoefent de soennitische islam en behoort tot de hanafietische rechtsschool.
Ongeveer 10-15% van de Afghanen is sjiiet, waarvan de meesten de jafari-stroming (twaalvers) aanhangen gevolgd door een kleiner aantal ismailieten (zeveners). De meeste Afghaanse sjiieten zijn Hazara, een Perzisch sprekende volk dat vooral in Centraal-Afghanistan leeft. Sommige sjiieten claimen het graf van Ali ibn Aboe Talib in de Blauwe moskee van Mazar-i-Sharif in het noorden van het land.